# Tempo Médio de Greenwich
| roxa          | Horário dos Açores / Horário de Verão dos Açores (UTC-1 / UTC±0)                    |
| Azul claro    | Horário da Europa Ocidental (UTC±0)                                                 |
| Azul          | Horário da Europa Ocidental / Horário de Verão da Europa Ocidental (UTC±0 / UTC+1). |
| Vermelho      | Horário da Europa Central / Horário de Verão da Europa Central (UTC+1 / UTC+2).     |
| Amarelo claro | Horário de Kaliningrado (UTC+2).                                                    |
| Amarelo       | Horário do Leste Europeu / Horário de Verão do Leste Europeu (UTC+2 / UTC+3).       |
| Verde claro   | Horário da Turquia, Horário de Moscovo (UTC+3).                                     |

|  | UTC−01:00           | Horário de Cabo Verde                                                                  |
|  | UTC±00:00           | Tempo Médio de Greenwich                                                               |
|  | UTC±00:00 UTC+01:00 | Horário da Europa Ocidental Horário de Verão da Europa Ocidental                       |
|  | UTC+01:00           | Horário da África Ocidental / Horário da Europa Central                                |
|  | UTC+01:00 UTC+02:00 | Horário da África Ocidental Horário de Verão da África Ocidental                       |
|  | UTC+02:00           | Horário da África Central / Horário Padrão da África do Sul / Horário do Leste Europeu |
|  | UTC+03:00           | Horário da África Oriental                                                             |
|  | UTC+04:00           | Horário da Maurícia Horário das Seychelles                                             |

Tempo Médio de Greenwich (TMG) ou Greenwich Mean Time (GMT) em inglês, também conhecido por Hora de Greenwich, é a média do horário solar aparente no Observatório Real, em Greenwich, Londres.
Após a Revolução Industrial, formas de medir o tempo mais precisas do que a simples observação do movimento aparente do sol tornaram-se necessárias. O TMG foi introduzido na segunda metade do século XIX como o primeiro padrão internacional de tempo civil, após a formalização do meridiano de Greenwich como meridiano principal.
Devido a velocidade irregular da Terra em sua orbita elíptica e sua inclinação axial, é raro que o sol cruze o meridiano de Greenwich exatamente ao meio-dia (12h00min00), havendo uma discrepância de até 16 minutos a mais ou a menos. O meio-dia TMG é então calculado como a média anual do momento desse evento.
Foi substituído pelo Tempo Universal Coordenado (UTC), atualmente em uso, no dia 1 de janeiro de 1972.

## História
O Tempo Médio de Greenwich foi primeiramente adotado na Grã-Bretanha pela Railway Clearing House, órgão responsável por tarifas ferroviárias, em 1847, fazendo com que fosse adotado por quase todas as companhias ferroviárias no ano seguinte e recebendo a alcunha de “tempo ferroviário”. O horário foi gradualmente adotado para outros propósitos, até ser oficializado legalmente na ilha em 1880.[carece de fontes?]
A rotação da Terra é irregular, portanto um relógio atômico constituiria uma base de tempo muito mais estável. Em 1972, o GMT foi substituído como padrão internacional de tempo civil pelo Tempo Universal Coordenado (UTC), mantido por um conjunto de relógios atômicos ao redor do mundo.[carece de fontes?]

## Em Portugal
Em Portugal, a referência é a hora de Lisboa, que equivale a GMT +0h00 (mesmo fuso horário de Londres). Nos meses com horário de verão, Lisboa adianta uma hora ficando com fuso horário equivalente a GMT +1h00.
O arquipélago da Madeira mantém sempre a hora do Continente; o arquipélago dos Açores mantém sempre uma hora atrasada em relação ao Continente (GMT+0h00 no horário de Verão e GMT -1h00 no horário normal). As alterações relativas aos horários de Verão e horário normal têm lugar nas mesmas datas das do Continente.

## No Brasil
O Brasil aderiu à convenção do Tempo Médio de Greenwich com o estabelecimento da Hora Legal Brasileira, em 18 de junho de 1913.
No Brasil são adotados quatro fusos horários diferentes, devido às dimensões continentais do país, sendo a referência a hora de Brasília, com fuso horário UTC -3h00, e abrangendo todos os estados das regiões Nordeste, Sudeste e Sul, onde ficam as maiores cidades do país, como São Paulo, Rio de Janeiro, Salvador, Fortaleza, Belo Horizonte, Curitiba , Recife, São Luís, entre outras. No Norte do Brasil (com exceção do sudoeste da Amazônia brasileira) e nos estados de Mato Grosso e Mato Grosso do Sul, no Centro-oeste, tem-se o fuso UTC -4h00. O estado do Acre e o sudoeste do Amazonas possui o fuso UTC -5h00. Há ainda o horário do Arquipélago de Fernando de Noronha e das ilhas de Trindade e Martim Vaz, onde se utiliza o fuso UTC -2h00.